# Hokejový stadion Kangnung
Hokejový stadion Kangnung (korejsky 강릉 아이스하키I 경기장 – Kangnŭng aisŭhakchi kjŏnggidžang) je hokejový stadion v jihokorejském Kangnungu. Byl postaven v letech 2014–2017 pro potřeby zimních olympijských her v roce 2018, aby na nich sloužil především pro mužskou část zápasů v ledním hokeji (pro ženskou byl určen hokejový stadion Kwandong) a aby následně sloužil i hokeji na zimních paralympijských hrách v roce 2018.
Jeho kapacita je deset tisíc diváků a odhadovaná cena 108 miliard wonů.
Generálkou před olympijskými hrami pro něj byla v roce 2017 utkání 2. divize skupiny A mistrovství světa v ledním hokeji žen a mistrovství světa v ledním hokeji do 18 let.